# Narodowy Uniwersytet Bangladeszu
Narodowy Uniwersytet Bangladeszu (ben. জাতীয় বিশ্ববিদ্যালয়, বাংলাদেশ; ang. Bangladesh National University (BNU)) – największa uczelnia w Bangladeszu. Jej główna siedziba znajduje się w Gazipur na obrzeżach stolicy kraju Dhaka. Uniwersytet został założony w 1992 roku. Posiada 4 wydziały (Wydział Humanistyki, Wydział Biznesu, Wydział Nauki oraz Wydział Nauk Społecznych). Każdy wydział jest podzielony na kilka departamentów (23 departamenty ogółem).